# Hypena albofascia
Hypena albofascia là một loài bướm đêm trong họ Erebidae.